# Upload (Pornofilm)
Upload ist ein US-amerikanischer Porno-Spielfilm des Regisseurs Eli Cross aus dem Jahr 2007. Er wurde mit insgesamt 8 AVN Awards ausgezeichnet (unter anderem als Bestes Video) und gehört damit zu den erfolgreichsten Pornofilmen.

## Handlung
Die Handlung spielt in der Zukunft und erzählt die Geschichte zweier Bundesagenten, die einen Hacker verfolgen, von dem sie glauben, dass er einen Computer-Virus besitzt, der die Welt verändern könnte. Cassandra Cray (Eva Angelina) ist eine Agentin für digitale Sicherheit, welche dem Hardcore-Sexismus verfallen ist, den sie kontrollieren soll. Als sie und ihr Kollege Michael Born Viren schmuggeln, begegnen sie Tesla (Hillary Scott), einer Hackerin mit einem Geheimnis, das die Zukunft verändern könnte.

## Auszeichnungen
- 2008: AVN Award Best Video Feature
- 2008: AVN Award Best Actress (Eva Angelina)
- 2008: AVN Award Best Supporting Actress (Hillary Scott)
- 2008: AVN Award Best DVD Extras
- 2008: AVN Award Best Screenplay (Alvin Edwards & Eli Cross)
- 2008: AVN Award Best Solo Sex Scene (Eva Angelina)
- 2008: AVN Award Best Special Effects
- 2008: AVN Award Best Non-Sex Role (Bryn Pryor)
- 2008: XRCO Award Best Epic
- 2008: XRCO Award Most Outrageous DVD Extras

## Wissenswertes
- Der Film wurde mit einem Budget von $ 350,000 gedreht und belegt Platz 6 der „Top 10 Big-Budget Porns“ von Askmen.com.[1]
- Der Regisseur drehte auch den mehrfach mit Preisen ausgezeichneten Film Corruption aus dem Jahr 2006.